# أحمد بن عبد الله البوسنوي
شمس الدين أحمد بن عبد الله البُوسْنَوي السرائي هو فاضل، من أهل بوسنة. ولد في بلدة سراي. تلقى علومه في الآستانة وبورصة وبها وفاته. له رسالتان بالعربية: الأولى «وصف القلم» والثانية في «وصف السيف».